# جلیله رضا
جلیله رضا (۳۱ دسامبر ۱۹۱۵ – ۲۲ مارس ۲۰۰۱) شاعر مصری بود. در اسکندریه زاده شد و در آنجا درس خواند. با شاعران ابراهیم ناجی و محمد الاسمر آشنا شد که به او کمک کردند تا آثارش را در روزنامهٔ «الزمان» منتشر کند. جلیله رضا یکی از مهم‌ترین شاعران زن مصری و از اعضای گروه آپولو جدید در مصر شمرده می‌شد. وی به عضویت کمیتهٔ شعر شورای تخصصی ملی، اتحادیه نویسندگان و انجمن ادبیات نوین انتخاب شد.

## زندگی و پیشه
جلیله بنت محمد فؤاد رضا در اسکندریه در ۳۱ دسامبر ۱۹۱۵ از پدری مصری و مادری تُرک به دنیا آمد.
او کوچک‌ترین خواهرانش بود و پدرش در دادگاه‌های مدنی کار می‌کرد، به همین دلیل بین شهرها و روستاهای مصر علیا نقل مکان می‌کرد. تحصیلات ابتدایی را در دبستان الفشن آغاز کرد. هنگامی که خانواده به اسکندریه بازگشتند، او به مدرسه ابتدایی العروة الوثقی پیوست. سپس به قاهره نقل مکان کرد و به بخش شبانه‌روزی مدرسهٔ فرانسوی الراعی الصالح در شبرا پیوست. از این رو فرصتی یافت که علاوه بر زبان عربی به زبان فرانسه نیز تسلط یابد، در خواندن ادبیات و شعر فرانسوی غوطه‌ور شد. دیپلم دبیرستان خود را به زبان فرانسه گرفت.
او زندگی شعری خود را با سرودهای عامیانه، آهنگ‌ها و ترانه‌های محلی آغاز کرد. سپس به شعر عربی روی آورد. هر مجموعه ای از شعر، کتاب یا مجله را خواند. او خود را وقف خواندن کرد تا اینکه به زبان عربی، دستور زبان، صرف‌شناسی و ساخت و ساز آن تسلط یافت؛ علاوه بر فرهنگ فرانسوی خود که او را قادر ساخت تا با ادبیات فرانسه و شاعران غربی آشنا شود.به شعر کلاسیک گرایش پیدا کرد. او عضو کمیتهٔ شعر شورای ملی، اتحادیهٔ نویسندگان و انجمن ادبیات مدرن بود. شاعر ابراهیم ناجی به او علاقه‌مند شد و پس از خواندن شعرش، او را «ناجی کوچک» نامید. محمد الاسمر، شاعری دیگر، به او کمک کرد تا برخی از اشعارش را در روزنامهٔ «الزمان» منتشر کند. بنا به دیدگاه محمد التونجی، «جلیله رضا شاعری است طبیعی که شعرهایش را با توجه به فطرت و غریزه می‌رساید و آنچه در دل دارد را با سبکی روشن و سرشار از اشتیاق و امید بیان می‌کند.» جلیله رضا به‌طور کلی متعلق به مکتب رمانتیک است که در مصر توسط گروه آپولو نمایندگی می‌شد و تأثیر شاعران این مکتب بر او آشکار است، به ویژه ابراهیم ناجی. جلیله رضا در سال ۱۹۸۳ برای مجموعه شعرش «العودة إلی المحارة» برندهٔ جایزه تشویقی دولتی شد و نشان درجه یک علم و هنر را در همان سال دریافت کرد.
جلیله رضا در ۲۲ مارس ۲۰۰۱ (در برخی منابع ۱۲ مارس) درگذشت.

## زندگی شخصی
جلیله رضا در جوانی با یک قاضی ازدواج کرد و در برخی از استان‌های مصر علیا، زندگی تلخی را با او سپری کرد. صاحب یک پسر، جلال و یک دختر به نام ثریا شد. جلال بر اثر ابتلا به حصبه دچار یک بیماری روانی شد که تا زمان مرگش بهبود نیافت و همین موضوع باعث اندوه او شد. جلیله رضا پس از ده سال زندگی مشترک، از شوهرش طلاق گرفت. سپس با مرد دیگری، محمد السوادی، صاحب مجلهٔ «السوادی»، ازدواج کرد، اما او نیز درگذشت. به دلیل مرگ همسرش از لحاظ روحی و روانی رنج زیادی کشید و همهٔ این‌ها در شعرش بازتاب یافت. این تأثیر در شعر او که با حسی از غم و اندوه پوشانده شده است، گاه به‌طور ضمنی و گاه صراحتاً مشهود است. در یکی که یکی از مجموعه‌هایش با عباراتی سرشار از اندوه، شعرش را به پسرش تقدیم می‌کند، جایی که می‌گوید: «به کسی که نمی‌داند من مادرش هستم، اما جانم را تنها برای او وقف می‌کنم… به تنها پسرم، تنها چیزی که یک جایگزین برای او در آن پیدا کردم، تقدیم می‌کنم.»جلیله رضا عاشق موسیقی بود، پیانو می‌نواخت و مناظر طبیعی را با زغال و روغن نقاشی می‌کرد.
در کودکی با پدرش در سراسر مصر جابجا شد. در مصر علیا، او اجساد کسانی را دید که در رود نیل غرق شده بودند. این صحنه‌ها به‌طور طبیعی باعث انزجار شدید او شد، در نهایت از هر نوع گوشتی بیزار و گیاهخوار شد.برای اینکه چرا گیاهخوار شده و گوشت نمی‌خورد، در خاطرات خود گفته است: «وقتی به ده سالگی رسیدم، پدرم به شهر الفشن در مصر علیا نقل مکان کرد. خانهٔ ما در آنجا یکی از زیباترین خانه‌های شهر بود، در راه کانال و در همسایگی مرکز شهر،.. و آپارتمان ما مشرف به حیاط مرکز شهر بود… به خاطر این وضعیت خانهٔ ما، یک اتفاقی افتاد که تا به امروز خیلی از آن رنج می‌برم… من گیاهخوارم و گوشت نمی‌خورم و این داستان دارد. آنها اغلب یک فرد غرق‌شده را از آب کانال بیرون می‌کشیدند و او را مستقیماً به حیاط، بخش باز آپارتمان ما می‌آورند. من و برادرم به بالکن می‌رفتیم، جایی که ما می‌توانستیم تماشا کنیم که آنها چه می‌کنند. مرد غرق‌شده را روی کاناپهٔ چوبی دراز می‌کردند و دکتر خودش را مشغول تشریح او می‌کرد و جگر را در یک بطری و ریه‌ها را در شیشهٔ دیگر می‌گذاشت و شکمش را کاملاً باز می‌کرد. این منظره زشت و وحشتناک بود، اما با گذشت زمان به آن عادت کردیم و برادرم دو سال از خوردن گوشت خودداری کرد، سپس به آن بازگشت، اما من برای همیشه پرهیز کردم.»

## آثار
از مجموعه شعرهای وی:
- اللحن الباكي: ۱۹۵۴.
- اللحن الثائر: ۱۹۵۶.
- الأجنحة البيضاء: ۱۹۵۹.
- أنا والليل: ۱۹۶۱.
- صلاة إلى الكلمة: ۱۹۷۵.
- العودة إلى المحارة: ۱۹۸۲.

دیگر آثار:
- خدش في الجرّة: نمایش‌نامهٔ شعری، ۱۹۶۱.
- تحت شجرة الجميّز: رمان، ۱۹۸۵.
- وقفة مع الشعر والشعراء: دو جلد، ۱۹۸۷.
- صفحات من حياتي: زندگی‌نامه، ۱۹۹۶.